# Bol'šoj Olenij (Baia di Kola)
L'isola Bol'šoj Olenij (in russo Остров Большой Олений, ostrov Bol'šoj Olenij) è un'isola russa, bagnata dal mare di Barents.
Amministrativamente fa parte del circondario cittadino (gorodskoj okrug) di Aleksandrovsk dell'oblast' di Murmansk, nel Distretto Federale Nordoccidentale.

## Geografia
L'isola è situata nella parte centro-meridionale del mare di Barents, all'interno della baia di Kola, quasi al centro ma più vicina al suo lato occidentale. Dista da esso, infatti, circa 1,65 km.
Bol'šoj Olenij si trova a nordest dell'ingresso della baia Pala, a est di quello della baia Olen'ja e a nordest dell'isola di Ekaterina. Ha una forma irregolare, con una strozzatura al centro che forma un'insenatura aperta verso nordovest e una penisola, più a nord, che si allunga nella stessa direzione. Misura circa 940 m di lunghezza e 810 m di larghezza massima. Il punto più alto, nel centro dell'isola, ha un'altezza massima di 31,1 m s.l.m., e vi si trova un punto di triangolazione geodetica. A est di quest'altura è presente un lago. All'estremità settentrionale si trova il faro Bol'šoj Olenij.
L'isola è circondata da diversi isolotti e scogli senza nome. Un gruppetto è situato nella baia che crea la strozzatura centrale; altri si trovano nella baia che si apre a sudovest; altre ancora lungo la costa nordest.
I centri urbani più vicini all'isola sono la città di Poljarnyj a sud e l'insediamento di Olen'ja Guba a ovest.

### Isole adiacenti
Nelle vicinanze di Bol'šoj Olenij si trovano:
- L'isola Sedlovatyj (остров Седловатый), 2,8 km più a nord, si trova sul lato occidentale della baia di Kola. (69°15′29″N 33°28′36.5″E)
- Isola Malyj Berezov (остров Малый Березов), 2,5 km a est-nord-est, è un piccolo isolotto ovale situato a sud dell'ingresso della baia Bol'šaja Volokovaja, sul lato orientale della baia di Kola.[8] Misura 90 m di lunghezza e 45 m di larghezza. (69°14′01.7″N 33°33′19″E)
- Isola di Ekaterina (Екатерининский остров), 200 m a sud, è la più grande isola all'interno della baia di Kola. (69°12′54″N 33°27′59″E)
- Isole Malye Olen'i (острова Малые Оленьи), 540 m a sudest, sono un gruppo composto da due isolotti principali e alcuni scogli.[8] L'isolotto settentrionale, di forma ovale, misura 85 m di lunghezza e 45 m di larghezza massima al centro. L'isolotto meridionale, tondeggiante, ha un diametro di 50-65 m. (69°13′01.5″N 33°29′57.3″E)
- Isole Srednie Olen'i (острова Средние Оленьи), 150 m a sud delle Malye Olen'i, sono un gruppo composto da due isolette e alcuni scogli.[4][8] L'isola settentrionale, la maggiore, ha una forma irregolare con un promontorio che si allunga a sud e un'insenatura lungo la costa settentrionale. Ha una lunghezza di circa 190 m e una larghezza di 120 m. Raggiunge un'altezza massima di 8,6 m s.l.m. e su essa è presente un punto di triangolazione geodetica.[4]
L'isola meridionale è invece ovale, ed è lunga poco più di 90 m ed è larga 55 m nel punto più ampio. (69°12′48.5″N 33°29′53″E)
- Isola Bol'šoj Berezov (остров Большой Березов), 3,3 km a sudest di Bol'šoj Olenij, è un isolotto tondeggiante dal diametro di 120-130 m, situato poco a nord dell'ingresso della baia della Tjuva, sul lato orientale della baia di Kola. (69°12′34.6″N 33°34′08.8″E)